# Badafòu de Dordonha
Badafòl de Dordonha (en francès Badefols-sur-Dordogne) és un municipi francès situat al departament de la Dordonya i a la regió de la Nova Aquitània.

## Demografia
| 1962                                       | 1968 | 1975 | 1982 | 1990 | 1999 | 2007 |
| ------------------------------------------ | ---- | ---- | ---- | ---- | ---- | ---- |
| 174                                        | 173  | 143  | 150  | 188  | 187  | 200  |
| Des de 1962: població sense dobles comptes |      |      |      |      |      |      |

## Administració
| Període   | Identitat      | Partit |
| --------- | -------------- | ------ |
| 1995-2008 | Guy Tallet     |        |
| 2008-     | Michel Couderc |        |